# Педерсен, Торе Бордсен
Торе Бордсен Педерсен (норв. Thore Baardsen Pedersen; род. 11 августа 1996, Хёугесунн) — норвежский футболист, защитник клуба «Бранн».

## Карьера
Педерсен — воспитанник клуба «Вард Хёугесунн». За основную команду дебютировал 5 мая 2013 года в матче против «Улл/Киса». В декабре 2018 года подписал трехлетний контракт с клубом «Хёугесунн». В Элитсерии дебютировал 31 марта 2019 года в матче против «Стрёмсгодсет». Дебютировал в Еврокубках 25 июля 2019 года, в матче второго квалификационного раунда Лиги Европы УЕФА против австрийского клуба «Штурм». В декабре 2019 года продлил контракт с клубом «Хёугесунн» до конца 2022 года.
27 январе 2023 года в качестве свободного агента, подписал контракт с клубом «Бранн» до 2024 года. Первый матч за клуб сыграл 19 марта в четвертьфинале Кубка Норвегии против «Сандефьорда». 16 мая 2023 года дебютировал в матче Элитсерии против клуба «Стабек». Через 4 дня сыграл в финальном матче Кубка Норвегии против команды «Лиллестрём», в котором «Бранн» выиграл со счётом 2:0. Впервые в карьере Педерсен стал обладателем Кубка Норвегии. В 2019 году он уже играл в финале кубка в составе «Хёугесунн», тогда его команда проиграла «Викингам» со счетом 0:1.

### Сборная
Педерсен имеет опыт выступления в составе национальной сборной Норвегии до 18 лет.

## Статистика
| Выступление      | Выступление      | Выступление      | Лига | Лига | Кубок | Кубок | Еврокубки | Еврокубки | Итого | Итого |
| Клуб             | Лига             | Сезон            | Игры | Голы | Игры  | Голы  | Игры      | Голы      | Игры  | Голы  |
| ---------------- | ---------------- | ---------------- | ---- | ---- | ----- | ----- | --------- | --------- | ----- | ----- |
| Вард Хёугесунн   | Адекколига       | 2013             | 8    | 0    | —     | —     | —         | —         | 8     | 0     |
| Вард Хёугесунн   | Второй дивизион  | 2014             | 22   | 1    | 3     | 0     | —         | —         | 25    | 1     |
| Вард Хёугесунн   | Второй дивизион  | 2015             | 24   | 3    | 2     | 0     | —         | —         | 26    | 3     |
| Вард Хёугесунн   | Второй дивизион  | 2016             | 21   | 2    | 2     | 0     | —         | —         | 23    | 2     |
| Вард Хёугесунн   | Второй дивизион  | 2017             | 22   | 2    | 2     | 1     | —         | —         | 24    | 3     |
| Вард Хёугесунн   | Второй дивизион  | 2018             | 26   | 1    | 1     | 0     | —         | —         | 27    | 1     |
| Вард Хёугесунн   | Итого            | Итого            | 123  | 9    | 10    | 1     | —         | —         | 133   | 10    |
| Хёугесунн        | Элитсерия        | 2019             | 30   | 0    | 6     | 1     | 4         | 0         | 40    | 1     |
| Хёугесунн        | Элитсерия        | 2020             | 30   | 0    | —     | —     | —         | —         | 30    | 0     |
| Хёугесунн        | Элитсерия        | 2021             | 26   | 0    | 1     | 0     | —         | —         | 27    | 0     |
| Хёугесунн        | Элитсерия        | 2022             | 21   | 0    | 2     | 0     | —         | —         | 23    | 0     |
| Хёугесунн        | Итого            | Итого            | 107  | 0    | 9     | 1     | 4         | 0         | 120   | 1     |
| Бранн            | Элитсерия        | 2023             | 6    | 0    | 5     | 1     | —         | —         | 11    | 1     |
| Бранн            | Итого            | Итого            | 6    | 0    | 5     | 1     | —         | —         | 11    | 1     |
| Всего за карьеру | Всего за карьеру | Всего за карьеру | 236  | 9    | 24    | 3     | 4         | 0         | 264   | 12    |